# RS-127,445
RS-127,445 je lek koji deluje kao potentan i selektivan antagonist na serotoninskom  receptor, sa oko 1000x selektivnošću u odnosu na blisko srodne  i  receptore. Uloga  receptora u telu još uvek nije dovoljno razjašnjena, i RS-127,445 je bio korisno oruđe u raščlanjavanju funkcija različitih sistema u kojima je ovaj receptor izražen.